# Alexeï Seniavine
Pour les articles homonymes, voir Seniavine.
Alexeï Naoumovitch Seniavine (en russe : Алексей Наумович Сенявин), né le 5 octobre 1722, mort le 11 août 1797, était amiral de la Marine impériale de Russie et membre du Conseil de l'Amirauté et il était le fils de l'amiral Naoum Seniavine.

## Biographie
Alexeï Naoumovitch Seniavine commença sa carrière dans la marine impériale de Russie en 1734 au grade d'adjudant. Il prit part à la Guerre russo-turque de 1737-1739 dans la flottille Dniepr. Au terme de ce conflit, il fut affecté à la flotte de la Baltique. Au plus fort de la guerre de Sept Ans (1754-1763), il commandait un navire de bataille pendant le blocus de Kolberg. En 1762, il quitta l'armée au grade de capitaine (1er rang).
La carrière d'Alexeï Seniavine coïncida avec le règne de Catherine II (1762-1796). En 1766, il fut rappelé et promu au grade de kontr-admiral et nommé trésorier général du Collège de l'Amirauté (1766) et en 1768 commandant de la l'escadre de Kronstadt. La Russie préparant le conflit contre la Turquie (guerre russo-turque de 1768-1774), l'impératrice lui confia la construction de différents navires de guerre dans les chantiers navals placés sur les rives du Don. Les navires furent donc en mesure d'accéder à la mer Noire et à la mer d'Azov. Cette flottille militaire du Don fut donc censée interagir avec les forces terrestres russes basées sur les côtes de Crimée. L'amiral Seniavine fit donc construire un certain type de navires pouvant naviguer et combattre dans le même temps les Turcs.
En 1771, cette flottille fut construite et envoyée à Taganrog afin de venir en aide aux troupes d'occupation en Crimée. En 1773, il fut nommé commandant de cette flottille et réussit à combattre les Ottomans en mer et bloquer leur accès à la mer d'Azov par la prise de Ieni-Kale et de Kertch. En 1774, il repoussa l'attaque de la flotte ottomane dans le détroit de Kertch qui battit en retraite et subit de lourdes pertes. Grâce à l'action de la flottille du Don, la Russie put signer l'avantageux traité de Küçük Kaynarca le 21 juillet 1774. Les Ottomans cédèrent une partie de la région de Yedisan (région située entre le Dniepr et le Boug du sud) avec le port de Kherson qui donna à la Russie son premier accès direct à la mer Noire. Par ce traité, la Turquie cédait également les ports de Kertch, Ieni-Kale et la région de Kabardie dans le nord du Caucase. Ainsi la Grande Catherine réalisa le rêve de Pierre le Grand.
En raison de ses excellents services rendus à couronne impériale, Seniavine fut promu au grade de vitse-admiral (1769), puis amiral (1775), il lui fut remis l'Ordre de Sainte-Anne et l'Ordre de Saint-Alexandre Nevski. En 1788, il quitta l'armée pour raison de santé.
De retour en 1794, Alexeï Naoumovitch Seniavine fut admis comme membre de l'Amirauté.

## Famille
Sa fille, de son mariage avec Anne-Élisabeth von Braude (1733-1766), Marie (1762-1822), dame d'honneur préférée de Catherine II, était l'épouse du prince Alexandre Lvovitch Narychkine, et son autre fille, Catherine (1764-1784), celle du prince Semion Romanovitch Vorontsov. Il eut aussi deux autres filles, Anastasie, épouse Nelidov, Anne (1768-1820) et un fils Grigori (1767-1831)

## Distinctions
- Ordre de Sainte-Anne
- Ordre de Saint-Alexandre Nevski
- Ordre de Saint-André

## Sources
- (en) Cet article est partiellement ou en totalité issu de l’article de Wikipédia en anglais intitulé « Alexei Senyavin » (voir la liste des auteurs).